# Miliardowy okup
Miliardowy okup (ang. Billionaire Ransom) – brytyjski thriller z 2016 roku w reżyserii Jima Gillespie, wyprodukowany przez wytwórnię Orion Pictures.
Premiera filmu odbyła się 19 sierpnia 2016 w Stanach Zjednoczonych. Trzy dni później, 22 sierpnia, film został wydany w Wielkiej Brytanii na DVD.

## Fabuła
Na szkockiej wyspie mieści się szkoła z internatem dla sprawiającej problemy wychowawcze młodzieży z bogatych domów. Ich zadaniem jest umiejętność przetrwania oraz ponoszenie odpowiedzialności za swoje czyny. Pewnego dnia do placówki wdziera się grupa uzbrojonych porywaczy, którzy żądają okupu za ich uwolnienie. Kyle (Jeremy Sumpter) i pozostali młodzi ludzie muszą stawić czoło przestępcom.

## Obsada
- Jeremy Sumpter jako Kyle Hartmann
- Phoebe Tonkin jako Amy Tilton
- Sebastian Koch jako Bobby Hartmann
- Ashley Walters jako Danny Dorsey
- Dominic Sherwood jako James Herrick
- Ed Westwick jako Billy Speck
- Julia Ragnarsson jako Rachel Hennie
- Mark Bonnar jako Lawrence Close
- Anna-Louise Plowman jako Emily Tilton Scofield
- Elliot Knight jako Marsac

## Odbiór

### Krytyka
Film Miliardowy okup spotkał się z negatywną reakcją krytyków. W serwisie Rotten Tomatoes 20% z pięciu recenzji filmu jest pozytywne (średnia ocen wyniosła 4 na 10).